# Pappardelle

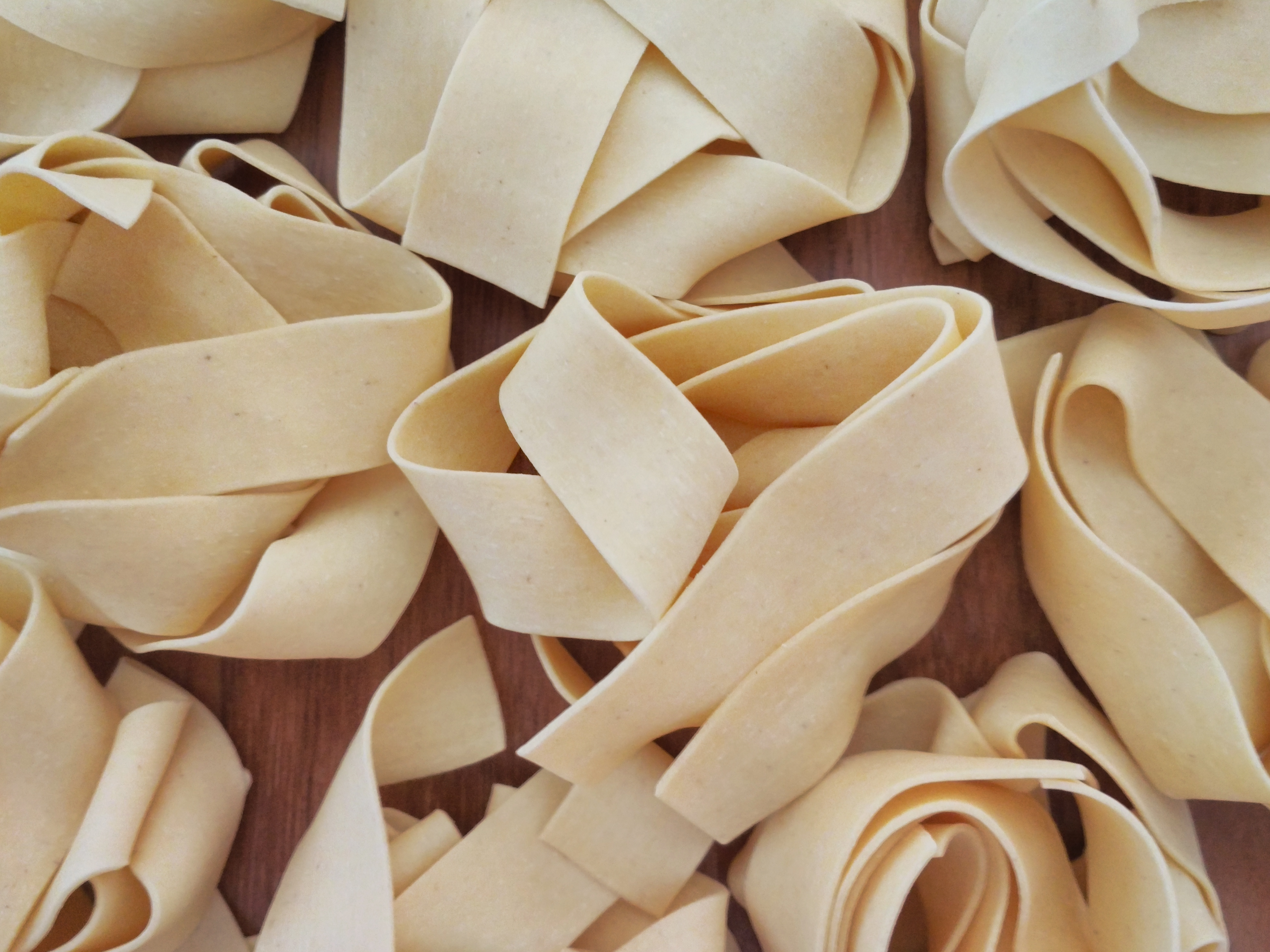
Pappardelle

Pappardelle (of papparelle) is een Italiaanse pastasoort, bestaande uit lange brede linten pasta van meer dan 1 centimeter breed. Pappardelle komt vermoedelijk uit de regio Toscane.
Het woord pappardelle komt waarschijnlijk van het Italiaanse pappare, wat opslokken of naar binnen werken betekent.